# Zero the Kamikaze Squirrel
Zero the Kamikaze Squirrel is een computerspel dat werd ontwikkeld door Iguana Entertainment en uitgebracht door SunSoft. Het actiespel kwam in 1994 uit voor de platforms Super Nintendo Entertainment System en Sega Mega Drive. Het spel is een side-scrolling platformspel. Het spel wordt van opzij gespeeld en de speler loopt door een landschap waarbij hij kan vechten tegen tegenstanders en gebruikmaken van objecten, zoals trampolines, luchtballonnen en wolken om zo veel mogelijk munten te pakken.

## Ontvangst
| Beoordeeld door                      | Platform        | Datum         | Score |
| ------------------------------------ | --------------- | ------------- | ----- |
| Electronic Gaming Monthly (EGM)      | Sega Mega Drive | december 1994 | 83%   |
| Game Players                         | Sega Mega Drive | december 1994 | 82%   |
| Mega Fun                             | Sega Mega Drive | december 1994 | 81%   |
| GamePro (USA)                        | Sega Mega Drive | december 1994 | 80%   |
| Video Games & Computer Entertainment | Sega Mega Drive | december 1994 | 80%   |
| GamePro (USA)                        | SNES            | januari 1995  | 80%   |
| Power Unlimited                      | SNES            | juli 1995     | 79%   |
| Total! (Duitsland)                   | SNES            | juni 1995     | 75%   |
| Sega-16.com                          | Sega Mega Drive | 20 juli 2006  | 60%   |
| The Video Game Critic                | Sega Mega Drive | 30 juni 2013  | 25%   |